# Fanny Corri-Paltoni
Fanny Corri-Paltoni (Edimburg, 1792 - 1861) fou una famosa soprano operística anglesa, amb activitat professional a Europa entre 1818 i 1835. D'ella es va dir que posseïa una veu de bellesa notable i que va tenir una refinada tècnica de cant. Va ser particularment famosa interpretant òperes de Wolfgang Amadeus Mozart i de Gioachino Rossini.

## Biografia
Frances Corri va néixer a Edimburg, filla d'immigrants italians. El seu any exacte de naixement és desconegut, probablement entre 1795 i 1801. El seu pare fou el compositor, guitarrista i professor de cant Natale Corri (1765–1822) i el seu oncle, Domenico Corri (1746–1825) fou un important professor de cant i compositor a Edimburg. La seva cosina Sophia Corri Dussek fou una famosa soprano. La seva germana Rosalie fou també cantant.
Corri-Paltoni va estudiar cantar inicialment amb el seu pare i després a Londres amb Angelica Catalani i John Braham. Va anar de viatge al'Europa continental amb Catalani entre 1815 i 1816. Va ser contractada al King's Theatre de Londres entre 1818 i 1820, fent el seu debut professional com la Comtessa en Les noces de Fígaro el 17 de gener de 1818. Es va guanyar crítiques molt positives a Londres per les seves interpretacions d'heroïnes de Mozart, incloent-hi Donna Anna de Don Giovanni, Dorabella de Così fan tutte i la Reina de la Nit en La flauta màgica. Va ser també molt aplaudida en la seva interpretació de Matilda en Elisabetta, regina d'Inghilterra de Rossini, el 30 d'abril de 1818. Un altre triomf va constituir el 4 de maig de 1820 la interpretació d'Amenaide en l'estrena londinenca de Tancredi de Rossini. Va ser també una intèrpret habitual als concerts de la Royal Philharmonic Society entre 1818 i 1821.
En el primera meitat de la dècada del 1820, Corri-Paltoni va participar en diverses gires exitoses de concert a Alemanya, Itàlia i Espanya. A Itàlia va conèixer al baix-baríton Giuseppe Paltoni, amb el qual es va casar, sent des de llavors coneguda com a Fanny Corri-Paltoni o Fanny Paltoni. El 1824 va fer una aclamada interpretació d'Isaura de Margherita d'Anjou de Meyerbeer al Teatro Comunale de Bolonya. Va actuar a Madrid al llarg de l'any 1826 i començaments de 1827. El 21 de novembre de 1827 va estrenar el rol de Corilla Scortichini en l'estrena absoluta de Le convenienze ed inconvenienze teatrali de Donizetti, al Teatro Nuovo de Nàpols.
El 12 de gener de 1828, Corri-Paltoni va cantar en l'estrena de l'Ulisse in Itaca de Luigi Ricci, al Teatro San Carlo de Nàpols. Va ser contractada aleshores pel Teatre La Scala de Milà, entre 1828 i 1829. Les seves funcions a Milà van incloure Corilla de La Prova d'un opera seria de Francesco Gnecco, el rol principal de La Cenerentola de Rossini (amb el famós baix Luigi Lablache), Rosa en Le cantatrice villane de Valentino Fioravanti, Lisinga en Demetrio e Polibio de Rossini i Rosina en El barber de Sevilla de Rossini.
L'any 1830 Corri-Paltoni va tornar a Madrid, apareixent per últim cop en escena a la capital espanyola en juny de 1831. Més tard va fer una gira per Alemanya. En 1834 va aparèixer en l'estrena absoluta de l'òpera Uggero il danese de Saverio Mercadante, al Teatro Riccardi de Bèrgam. En 1835 va anar a París, juntament amb el seu marit. La seva darrera representació coneguda va ser el rol d'Adalgisa en una representació de Norma de Bellini a Alessandria (municipi del Piemont) en 1835.